# 1791年宪法法案
1791年宪法法案（英語：Constitutional Act 1791）， 是英國喬治三世在位时期通过的一項英國國會法令。該英國國會法令將原來的魁北克省划分为以盎格魯-撒克遜人为主的上加拿大和以法國裔居民为主的下加拿大。另外該英國國會法令還規定凡是达到相应财产资格的人均可參與投票。